# ACDSee
ACDSee é um tradicional programa shareware para visualização de imagens, produzido pela ACD Systems para ambientes Windows. Sua versão mais recente é a 10. Inicialmente, o ACDSee era incluído no Mosaic e terminou por tornar-se o seu decodificador JPEG padrão.
Além da típica visualização de diretórios e imagens em miniatura (thumbnails), o programa permite também a exibição de slideshows das imagens e a criação de protetores de tela com as imagens favoritas. Outras características incluem a conversão de formatos de imagens, criação de CD/DVDs e galerias de imagens em HTML, sincronização de diretórios e edição e indexação de metadados de imagens. O programa oferece ainda um conjunto limitado de funções de edição de imagens, tais como rotação e mudança de tamanho, correção de erros, zoom, textos, filtros e efeitos especiais. ACDSee possui versões em inglês, francês, alemão e holandês.

## Críticas
O ACDSee enfrenta críticas severas de usuários, pois desde a versão 7 há um parágrafo na sua licença de uso que proíbe a exibição de fotos pornográficas, equiparando estas imagens a conteúdo racista ou odioso. Este, no entanto, ainda é o uso mais comum do programa.
Desde Maio de 2006, o ACDSee não suporta mais caracteres Unicode, isto impossibilita, por exemplo, a visualização de arquivos com nomes acentuados ou em caracteres não latinos como chinês, japonês ou coreano.